# Antía Jácome Couto
Antía Jácome Couto (Pontevedra, 22 de novembre de 1999) és una piragüista gallega. Competeix a la modalitat d’aigües tranquil·les, a la qual ha estat tres vegades campiona d’Europa i quatre vegades subcampiona del món. Ha competit en dues edicions dels Jocs Olímpics d’estiu (2020 i 2024) on ha aconseguit tres diplomes olímpics.

## Trajectòria esportiva
Va començar a practicar piragüisme als 12 anys a l'escola de piragüisme Cidade de Pontevedra, en la seva ciutat natal. El 2017 va ser subcampiona del món júnior al campionat de Pitești, en el qual va competir amb María Pérez al C2 200 metres.
El 2018 va competir al Campionat Europeu d’Aigües Tranquil·les de Belgrad en C2 a les distàncies de 200 i 500 metres, acabant les curses en sisena i novena plaça respectivament. Va format parella a les dues curses amb Patricia Coco. Aquell mateix any va participar al Campionat Mundial d’Aigües Tranquil·les celebrat a Montemor-o-Velho, on va quedar en setena posició amb María Pérez al C2 200 metres i no va aconseguir entrar a la final de C1 500 metres. El 2019 va aconseguir tres medalles d’or i una de plata a la Copa d’Espanya de Piragüisme.Al Mundial de Szeged va competir amb Patricia Coco al C2 500 metres buscant un passi pels Jocs Olímpics d’estiu de 2020, però no el van aconseguir.
Després de l’endarreriment dels Jocs al 2021 va obtenir una plaça per a la cita olímpica de C1 200 metres en superar a la madrilenya María Corbera al torneig de classificació celebrat a Verducido. A Tòquio 2020 va aconseguir classificar-se per a la final després d’aconseguir la tercera plaça a la primera sèrie, el primer lloc als quarts de final i una quarta posició a les semi-finals. Va ser cinquena en la final, a dues dècimes de la medalla de bronze i assolint el diploma olímpic. Un mes i mig després, es va proclamar subcampiona del món de C1 200 metres per primera vegada, al campionat celebrat a Copenhaguen.
Als Campionats d’Europa de 2022 a Múnic, va aconseguir un or a la prova C1 200 metres i una plata al C2 de la mateixa distància, on va competir amb María Corbera.
El 2023 va participar als Jocs Europeus de Cracòvia, que van funcionar com un campionat europeu pel que fa al piragüisme. Va aconseguir l’or a la prova de C2 200 metres mixt, on va remar amb el cangués Pablo Graña, i la plata al C2 500 metres amb María Corbera com a companya. Aquell mateix any, va disputar una nova edició del Campionat Mundial a Duisburg, on va sumar tres noves medalles de plata. La primera va arribar a la final del C1 200 metres on va ser superada per la cubana Yarisleidis Cirilo, un resultat amb el qual va aconseguir una plaça pels Jocs Olímpics d’estiu de 2024. Una hora més tard va quedar segona a la final de C2 200 metres amb María Corbera. Al dia següent la parella Jácome-Corbera va sumar la plata al C2 500 metres així com un altre bitllet olímpic.
Als Campionats Europeus celebrats a Szeged va aconseguir el seu tercer or a la categoria C2 200 metres al costat de Corbera va aconseguir també la plata en C1 200 metres.
Als Jocs Olímpics d’Estiu de 2024 va participar en dues modalitats: C1 200 metres i C2 500 metres amb María Corbera. Primer va disputar el C2, on va aconseguir un passi per a la final. En aquesta competició va acabar sisena. Al C1 200 metres també va entrar a la final després de ser segona a la seva sèrie a la ronda inicial i tercera a les semi-finals. A la final va arribar en quarta posició en un ajustat final amb sis esportistes en menys d’un segon.